# Madeleine Defrenne
Madeleine Defrenne (* 1916 in Genval, Rixensart; † 2008) war eine belgische Romanistin und Literaturwissenschaftlerin.

## Leben und Werk
Madeleine Defrenne studierte in Brüssel und war von 1939 bis 1959 Gymnasiallehrerin. 1940 war sie kurzzeitig Assistentin von Gustave Charlier. Sie promovierte 1956 über Odilon-Jean Périer (Brüssel 1957) und wurde Assistentin von Emilie Noulet, vertrat sie ab 1959 und folgte ihr 1962 nach, ab 1964 als außerordentliche Professorin und von 1967 bis 1982 als ordentliche Professorin.